# Saison 2017 du Minnesota United FC
Maillots
Chronologie
Saison précédente Saison suivante
La saison 2017 du Minnesota United est la première saison en Major League Soccer (D1 nord-américaine) de l'histoire de la franchise. C'est la première fois qu'une franchise de soccer basée dans le Minnesota dispute la MLS.

## Préparation d'avant-saison
La saison 2017 du Minnesota United débute officiellement le 24 janvier 2017 avec la reprise de l'entraînement au camp d'entraînement en Arizona,.

## Transferts
| Nom                   | Nationalité       | Poste     | Transfert | Provenance/Destination               | Division             |
| --------------------- | ----------------- | --------- | --- | ------------------------------------ | -------------------- |
| Arrivées              |                   |           | |                                      |                      |
| Justin Davis          | États-Unis        | Défenseur | Contrat MLS | Minnesota United                     | NASL                 |
| Kevin Venegas         | États-Unis        | Défenseur | Contrat MLS | Minnesota United                     | NASL                 |
| Joseph Greenspan      | États-Unis        | Défenseur | Échange contre un choix 3e tour de la SuperDraft 2017                                                                             | Rapids du Colorado                   | Major League Soccer  |
| Collen Warner         | États-Unis        | Milieu    | 4e choix du repêchage d'expansion                                                                                                 | Dynamo de Houston                    | Major League Soccer  |
| Mohammed Saeid        | Suède             | Milieu    | 6e choix du repêchage d'expansion                                                                                                 | Crew de Columbus                     | Major League Soccer  |
| Femi Hollinger-Janzen | Bénin             | Attaquant | 10e choix du repêchage d'expansion                                                                                                | Revolution de la Nouvelle-Angleterre | Major League Soccer  |
| Johan Venegas         | Costa Rica        | Milieu    | Échange contre une allocation monétaire et Chris Duvall                                                                           | Impact de Montréal                   | Major League Soccer  |
| Francisco Calvo       | Costa Rica        | Défenseur | Transfert | Deportivo Saprissa                   | Primera División     |
| Collin Martin         | États-Unis        | Milieu    | Échange contre un choix 4e tour de la SuperDraft 2018                                                                             | D.C. United                          | Major League Soccer  |
| Miguel Ibarra         | États-Unis        | Milieu    | Transfert, | Club León                            | Liga MX              |
| Christian Ramirez     | États-Unis        | Attaquant | Contrat MLS, | Minnesota United                     | NASL                 |
| Vadim Demidov         | Norvège           | Défenseur | Transfert | SK Brann                             | Tippeligaen          |
| Abu Danladi           | Ghana             | Attaquant | 1er choix de la SuperDraft, | Bruins de UCLA                       | NCAA                 |
| Thomas de Villardi    | France            | Défenseur | 42e choix de la SuperDraft | Fightin' Blue Hens du Delaware       | NCAA                 |
| Brent Kallman         | États-Unis        | Défenseur | Contrat MLS | Minnesota United                     | NASL                 |
| Ibson                 | Brésil            | Milieu    | Contrat MLS | Minnesota United                     | NASL                 |
| Bernardo Añor         | Venezuela         | Milieu    | Fin de contrat (libre) | Sporting Kansas City                 | Major League Soccer  |
| Jermaine Taylor       | Jamaïque          | Défenseur | Fin de contrat (libre) | Timbers de Portland                  | Major League Soccer  |
| Rasmus Schüller       | Finlande          | Milieu    | Transfert | BK Häcken                            | Allsvenskan          |
| Kevin Molino          | Trinité-et-Tobago | Milieu    | Échange contre 450 000 $ d'allocation générale                                                                                    | Orlando City                         | Major League Soccer  |
| Patrick McLain        | États-Unis        | Gardien   | Échange contre 200 000 $ d'allocation ciblée                                                                                      | Orlando City                         | Major League Soccer  |
| John Alvbåge          | Suède             | Gardien   | Prêt | IFK Göteborg                         | Allsvenskan          |
| Bashkim Kadrii        | Danemark          | Attaquant | Prêt | FC Copenhague                        | Superligaen          |
| Josh Gatt             | États-Unis        | Attaquant | Fin de contrat (libre) | Molde FK                             | Tippeligaen          |
| Bobby Shuttleworth    | États-Unis        | Gardien   | Échange contre Femi Hollinger-Janzen                                                                                              | Revolution de la Nouvelle-Angleterre | Major League Soccer  |
| Jérôme Thiesson       | Suisse            | Défenseur | Transfert | FC Lucerne                           | Super League         |
| Marc Burch            | États-Unis        | Défenseur | Échange contre Josh Gatt et Mohammed Saeid                                                                                        | Rapids du Colorado                   | Major League Soccer  |
| Sam Cronin            | États-Unis        | Milieu    | Échange contre Josh Gatt et Mohammed Saeid                                                                                        | Rapids du Colorado                   | Major League Soccer  |
| Sam Nicholson         | Écosse            | Milieu    | Fin de contrat (libre) | Heart of Midlothian                  | Scottish Premiership |
| Michael Boxall        | Nouvelle-Zélande  | Défenseur | Fin de contrat (libre) | Supersport United                    | Absa Premiership     |
| Brandon Allen         | États-Unis        | Attaquant | Prêt | Red Bulls de New York                | Major League Soccer  |
| Alex Kapp             | États-Unis        | Gardien   | Fin de contrat (libre) | Atlanta United                       | Major League Soccer  |
| Ethan Finlay          | États-Unis        | Milieu    | Échange contre 100 000 $ d'allocation ciblée en 2017 puis 75 000 $ d'allocation générale et 250 000 $ d'allocation ciblée en 2018 | Crew de Columbus                     | Major League Soccer  |
| José Leitón           | Costa Rica        | Milieu    | Prêt | CS Herediano                         | Primera División     |
| Départs               |                   |           | |                                      |                      |
| Chris Duvall          | États-Unis        | Défenseur | Échange avec une allocation monétaire contre Johan Venegas                                                                        | Impact de Montréal                   | Major League Soccer  |
| Femi Hollinger-Janzen | Bénin             | Attaquant | Échange contre Bobby Shuttleworth                                                                                                 | Revolution de la Nouvelle-Angleterre | Major League Soccer  |
| Josh Gatt             | États-Unis        | Attaquant | Échange contre Sam Cronin et Marc Burch                                                                                           | Rapids du Colorado                   | Major League Soccer  |
| Mohammed Saeid        | Suède             | Milieu    | Échange contre Sam Cronin et Marc Burch                                                                                           | Rapids du Colorado                   | Major League Soccer  |
| John Alvbåge          | Suède             | Gardien   | Retour de prêt | IFK Göteborg                         | Allsvenskan          |
| Rasmus Schüller       | Finlande          | Milieu    | Prêt | HJK Helsinki                         | Veikkausliiga        |
| Bashkim Kadrii        | Danemark          | Attaquant | Retour de prêt | FC Copenhague                        | Superligaen          |
| Joseph Greenspan      | États-Unis        | Défenseur | Prêt | Riverhounds de Pittsburgh            | United Soccer League |

## Compétitions
| Major League Soccer                                          | US Open Cup                                       |
| ------------------------------------------------------------ | ------------------------------------------------- |
| Conférence Ouest : Neuvième — Total : Dix-neuvième 36 points | Quatrième tour face au Sporting Kansas City (4-0) |
| 10V 6N 18D                                                   | 0V 0N 1D                                          |
| TOTAL : 10V 6N 19D                                           |                                                   |

### Major League Soccer
| Match 1     | Timbers de Portland                            | 5 - 1   | Minnesota United |                                                                                |                                                                                |
| 3 mars 2017 | Olum 14e Valeri 47e 82e (pen.) Adi 90+1e 90+3e | (1 - 0) | 79e Ramirez      | Providence Park, Portland, Oregon Spectateurs : 21 144 Arbitrage : Chris Penso | Providence Park, Portland, Oregon Spectateurs : 21 144 Arbitrage : Chris Penso |
| 3 mars 2017 | Rapport                                        |         |                  | Providence Park, Portland, Oregon Spectateurs : 21 144 Arbitrage : Chris Penso | Providence Park, Portland, Oregon Spectateurs : 21 144 Arbitrage : Chris Penso |

| Match 2      | Minnesota United  | 1 - 6   | Atlanta United                                     |                                                                                         |                                                                                         |
| 12 mars 2017 | Molino 30e (pen.) | (1 - 3) | 3e 27e 75e Martínez 13e 52e Almirón 90+4e Peterson | TCF Bank Stadium, Minneapolis, Minnesota Spectateurs : 35 043 Arbitrage : Ismail Elfath | TCF Bank Stadium, Minneapolis, Minnesota Spectateurs : 35 043 Arbitrage : Ismail Elfath |
| 12 mars 2017 | Rapport           |         |                                                    | TCF Bank Stadium, Minneapolis, Minnesota Spectateurs : 35 043 Arbitrage : Ismail Elfath | TCF Bank Stadium, Minneapolis, Minnesota Spectateurs : 35 043 Arbitrage : Ismail Elfath |

| Match 3      | Rapids du Colorado     | 2 - 2   | Minnesota United              |                                                                                                   |                                                                                                   |
| 18 mars 2017 | Badji 17e Hairston 59e | (1 - 0) | 50e (pen.) Molino 58e Ramirez | Dick's Sporting Goods Park, Commerce City, Colorado Spectateurs : 14 013 Arbitrage : Nima Saghafi | Dick's Sporting Goods Park, Commerce City, Colorado Spectateurs : 14 013 Arbitrage : Nima Saghafi |
| 18 mars 2017 | Rapport                |         |                               | Dick's Sporting Goods Park, Commerce City, Colorado Spectateurs : 14 013 Arbitrage : Nima Saghafi | Dick's Sporting Goods Park, Commerce City, Colorado Spectateurs : 14 013 Arbitrage : Nima Saghafi |

| Match 4      | Revolution de la Nouvelle-Angleterre                           | 5 - 2   | Minnesota United       |                                                                                              |                                                                                              |
| 25 mars 2017 | Agudelo 4e 41e Kamara 21e Nguyen 32e (pen.) Tierney 53e (pen.) | (4 - 1) | 15e Warner 49e Kallman | Gillette Stadium, Foxborough, Massachusetts Spectateurs : 11 571 Arbitrage : Ricardo Salazar | Gillette Stadium, Foxborough, Massachusetts Spectateurs : 11 571 Arbitrage : Ricardo Salazar |
| 25 mars 2017 | Rapport                                                        |         |                        | Gillette Stadium, Foxborough, Massachusetts Spectateurs : 11 571 Arbitrage : Ricardo Salazar | Gillette Stadium, Foxborough, Massachusetts Spectateurs : 11 571 Arbitrage : Ricardo Salazar |

| Match 5        | Minnesota United                       | 4 - 2   | Real Salt Lake              |                                                                                              |                                                                                              |
| 1er avril 2017 | Molino 16e Ramirez 52e 62e Venegas 68e | (1 - 1) | 4e Mulholland 87e Movsisyan | TCF Bank Stadium, Minneapolis, Minnesota Spectateurs : 17 728 Arbitrage : Armando Villarreal | TCF Bank Stadium, Minneapolis, Minnesota Spectateurs : 17 728 Arbitrage : Armando Villarreal |
| 1er avril 2017 | Rapport                                |         |                             | TCF Bank Stadium, Minneapolis, Minnesota Spectateurs : 17 728 Arbitrage : Armando Villarreal | TCF Bank Stadium, Minneapolis, Minnesota Spectateurs : 17 728 Arbitrage : Armando Villarreal |

| Match 6      | FC Dallas               | 2 - 0   | Minnesota United |                                                                            |                                                                            |
| 8 avril 2017 | Morales 43e Barrios 49e | (1 - 0) |                  | Toyota Stadium, Frisco, Texas Spectateurs : 16 048 Arbitrage : Chris Penso | Toyota Stadium, Frisco, Texas Spectateurs : 16 048 Arbitrage : Chris Penso |
| 8 avril 2017 | Rapport                 |         |                  | Toyota Stadium, Frisco, Texas Spectateurs : 16 048 Arbitrage : Chris Penso | Toyota Stadium, Frisco, Texas Spectateurs : 16 048 Arbitrage : Chris Penso |

| Match 7       | Dynamo de Houston    | 2 - 2   | Minnesota United        |                                                                                     |                                                                                     |
| 15 avril 2017 | Manotas 14e Elis 43e | (2 - 0) | 47e Ramirez 59e Venegas | BBVA Compass Stadium, Houston, Texas Spectateurs : 16 125 Arbitrage : Robert Sibiga | BBVA Compass Stadium, Houston, Texas Spectateurs : 16 125 Arbitrage : Robert Sibiga |
| 15 avril 2017 | Rapport              |         |                         | BBVA Compass Stadium, Houston, Texas Spectateurs : 16 125 Arbitrage : Robert Sibiga | BBVA Compass Stadium, Houston, Texas Spectateurs : 16 125 Arbitrage : Robert Sibiga |

| Match 8       | Minnesota United | 1 - 0   | Rapids du Colorado |                                                                                         |                                                                                         |
| 23 avril 2017 | Ibarra 72e       | (0 - 0) |                    | TCF Bank Stadium, Minneapolis, Minnesota Spectateurs : 17 491 Arbitrage : Fotis Bazakos | TCF Bank Stadium, Minneapolis, Minnesota Spectateurs : 17 491 Arbitrage : Fotis Bazakos |
| 23 avril 2017 | Rapport          |         |                    | TCF Bank Stadium, Minneapolis, Minnesota Spectateurs : 17 491 Arbitrage : Fotis Bazakos | TCF Bank Stadium, Minneapolis, Minnesota Spectateurs : 17 491 Arbitrage : Fotis Bazakos |

| Match 9       | Minnesota United | 0 - 1   | Earthquakes de San José |                                                                                     |                                                                                     |
| 29 avril 2017 |                  | (0 - 0) | 54e Jungwirth           | TCF Bank Stadium, Minneapolis, Minnesota Spectateurs : 17 605 Arbitrage : Ted Unkel | TCF Bank Stadium, Minneapolis, Minnesota Spectateurs : 17 605 Arbitrage : Ted Unkel |
| 29 avril 2017 | Rapport          |         |                         | TCF Bank Stadium, Minneapolis, Minnesota Spectateurs : 17 605 Arbitrage : Ted Unkel | TCF Bank Stadium, Minneapolis, Minnesota Spectateurs : 17 605 Arbitrage : Ted Unkel |

| Match 10   | Minnesota United        | 2 - 0   | Sporting Kansas City |                                                                                      |                                                                                      |
| 7 mai 2017 | Danladi 22e Ramirez 39e | (2 - 0) |                      | TCF Bank Stadium, Minneapolis, Minnesota Spectateurs : 17 709 Arbitrage : Alan Kelly | TCF Bank Stadium, Minneapolis, Minnesota Spectateurs : 17 709 Arbitrage : Alan Kelly |
| 7 mai 2017 | Rapport                 |         |                      | TCF Bank Stadium, Minneapolis, Minnesota Spectateurs : 17 709 Arbitrage : Alan Kelly | TCF Bank Stadium, Minneapolis, Minnesota Spectateurs : 17 709 Arbitrage : Alan Kelly |

| Match 11    | Toronto FC                                         | 3 - 2   | Minnesota United |                                                                            |                                                                            |
| 13 mai 2017 | Giovinco 21e (pen.) Ramirez 54e (csc) Ricketts 77e | (1 - 0) | 52e 62e Molino   | BMO Field, Toronto, Ontario Spectateurs : 27 249 Arbitrage : Allen Chapman | BMO Field, Toronto, Ontario Spectateurs : 27 249 Arbitrage : Allen Chapman |
| 13 mai 2017 | Rapport                                            |         |                  | BMO Field, Toronto, Ontario Spectateurs : 27 249 Arbitrage : Allen Chapman | BMO Field, Toronto, Ontario Spectateurs : 27 249 Arbitrage : Allen Chapman |

| Match 12    | Minnesota United | 1 - 2   | Galaxy de Los Angeles         |                                                                                       |                                                                                       |
| 21 mai 2017 | Ramirez 66e      | (0 - 1) | 38e Giovani 84e (csc) Ramirez | TCF Bank Stadium, Minneapolis, Minnesota Spectateurs : 19 107 Arbitrage : Chris Penso | TCF Bank Stadium, Minneapolis, Minnesota Spectateurs : 19 107 Arbitrage : Chris Penso |
| 21 mai 2017 | Rapport          |         |                               | TCF Bank Stadium, Minneapolis, Minnesota Spectateurs : 19 107 Arbitrage : Chris Penso | TCF Bank Stadium, Minneapolis, Minnesota Spectateurs : 19 107 Arbitrage : Chris Penso |

| Match 13    | Minnesota United | 1 - 0   | Orlando City |                                                                                        |                                                                                        |
| 27 mai 2017 | Ramirez 56e      | (0 - 0) |              | TCF Bank Stadium, Minneapolis, Minnesota Spectateurs : 18 896 Arbitrage : Nima Saghafi | TCF Bank Stadium, Minneapolis, Minnesota Spectateurs : 18 896 Arbitrage : Nima Saghafi |
| 27 mai 2017 | Rapport          |         |              | TCF Bank Stadium, Minneapolis, Minnesota Spectateurs : 18 896 Arbitrage : Nima Saghafi | TCF Bank Stadium, Minneapolis, Minnesota Spectateurs : 18 896 Arbitrage : Nima Saghafi |

| Match 14    | Sporting Kansas City                      | 3 - 0   | Minnesota United |                                                                                            |                                                                                            |
| 3 juin 2017 | Opara 45+2e Medranda 54e Abdul-Salaam 87e | (1 - 0) |                  | Children's Mercy Park, Kansas City, Kansas Spectateurs : 20 361 Arbitrage : Jorge González | Children's Mercy Park, Kansas City, Kansas Spectateurs : 20 361 Arbitrage : Jorge González |
| 3 juin 2017 | Rapport                                   |         |                  | Children's Mercy Park, Kansas City, Kansas Spectateurs : 20 361 Arbitrage : Jorge González | Children's Mercy Park, Kansas City, Kansas Spectateurs : 20 361 Arbitrage : Jorge González |

| Match 15     | Real Salt Lake | 1 - 0   | Minnesota United |                                                                                   |                                                                                   |
| 17 juin 2017 | Movsisyan 85e  | (0 - 0) |                  | Rio Tinto Stadium, Sandy, Utah Spectateurs : 19 256 Arbitrage : Marco de Oliveira | Rio Tinto Stadium, Sandy, Utah Spectateurs : 19 256 Arbitrage : Marco de Oliveira |
| 17 juin 2017 | Rapport        |         |                  | Rio Tinto Stadium, Sandy, Utah Spectateurs : 19 256 Arbitrage : Marco de Oliveira | Rio Tinto Stadium, Sandy, Utah Spectateurs : 19 256 Arbitrage : Marco de Oliveira |

| Match 16     | Minnesota United                       | 3 - 2   | Timbers de Portland               |                                                                                     |                                                                                     |
| 21 juin 2017 | Okugo 7e (csc) Ramirez 47e Danladi 64e | (1 - 1) | 37e (pen.) Valeri 50e (csc) Calvo | TCF Bank Stadium, Minneapolis, Minnesota Spectateurs : 18 442 Arbitrage : Ted Unkel | TCF Bank Stadium, Minneapolis, Minnesota Spectateurs : 18 442 Arbitrage : Ted Unkel |
| 21 juin 2017 | Rapport                                |         |                                   | TCF Bank Stadium, Minneapolis, Minnesota Spectateurs : 18 442 Arbitrage : Ted Unkel | TCF Bank Stadium, Minneapolis, Minnesota Spectateurs : 18 442 Arbitrage : Ted Unkel |

| Match 17     | Minnesota United       | 2 - 2   | Whitecaps de Vancouver          |                                                                                              |                                                                                              |
| 24 juin 2017 | Calvo 50e Thiesson 63e | (0 - 2) | 17e (pen.) Techera 45+2e Tchani | TCF Bank Stadium, Minneapolis, Minnesota Spectateurs : 19 016 Arbitrage : José Carlos Rivero | TCF Bank Stadium, Minneapolis, Minnesota Spectateurs : 19 016 Arbitrage : José Carlos Rivero |
| 24 juin 2017 | Rapport                |         |                                 | TCF Bank Stadium, Minneapolis, Minnesota Spectateurs : 19 016 Arbitrage : José Carlos Rivero | TCF Bank Stadium, Minneapolis, Minnesota Spectateurs : 19 016 Arbitrage : José Carlos Rivero |

| Match 18     | New York City FC                   | 3 - 1   | Minnesota United |                                                                                     |                                                                                     |
| 29 juin 2017 | Callens 38e Harrison 52e Villa 63e | (1 - 1) | 9e Ramirez       | Yankee Stadium, Bronx, New York Spectateurs : 21 572 Arbitrage : Armando Villarreal | Yankee Stadium, Bronx, New York Spectateurs : 21 572 Arbitrage : Armando Villarreal |
| 29 juin 2017 | Rapport                            |         |                  | Yankee Stadium, Bronx, New York Spectateurs : 21 572 Arbitrage : Armando Villarreal | Yankee Stadium, Bronx, New York Spectateurs : 21 572 Arbitrage : Armando Villarreal |

| Match 19       | Minnesota United | 0 - 1   | Crew de Columbus |                                                                                          |                                                                                          |
| 4 juillet 2017 |                  | (0 - 0) | 58e Manneh       | TCF Bank Stadium, Minneapolis, Minnesota Spectateurs : 18 564 Arbitrage : Rubiel Vazquez | TCF Bank Stadium, Minneapolis, Minnesota Spectateurs : 18 564 Arbitrage : Rubiel Vazquez |
| 4 juillet 2017 | Rapport          |         |                  | TCF Bank Stadium, Minneapolis, Minnesota Spectateurs : 18 564 Arbitrage : Rubiel Vazquez | TCF Bank Stadium, Minneapolis, Minnesota Spectateurs : 18 564 Arbitrage : Rubiel Vazquez |

| Match 20        | Minnesota United | 0 - 0   | Dynamo de Houston |                                                                                           |                                                                                           |
| 19 juillet 2017 |                  | (0 - 0) |                   | TCF Bank Stadium, Minneapolis, Minnesota Spectateurs : 19 456 Arbitrage : Silviu Petrescu | TCF Bank Stadium, Minneapolis, Minnesota Spectateurs : 19 456 Arbitrage : Silviu Petrescu |
| 19 juillet 2017 | Rapport          |         |                   | TCF Bank Stadium, Minneapolis, Minnesota Spectateurs : 19 456 Arbitrage : Silviu Petrescu | TCF Bank Stadium, Minneapolis, Minnesota Spectateurs : 19 456 Arbitrage : Silviu Petrescu |

| Match 21        | Minnesota United | 0 - 3   | Red Bulls de New York                  |                                                                                           |                                                                                           |
| 22 juillet 2017 |                  | (0 - 1) | 16e Royer 67e Wright-Phillips 90e Muyl | TCF Bank Stadium, Minneapolis, Minnesota Spectateurs : 20 022 Arbitrage : Hilario Grajeda | TCF Bank Stadium, Minneapolis, Minnesota Spectateurs : 20 022 Arbitrage : Hilario Grajeda |
| 22 juillet 2017 | Rapport          |         |                                        | TCF Bank Stadium, Minneapolis, Minnesota Spectateurs : 20 022 Arbitrage : Hilario Grajeda | TCF Bank Stadium, Minneapolis, Minnesota Spectateurs : 20 022 Arbitrage : Hilario Grajeda |

| Match 22        | Minnesota United                                      | 4 - 0   | D.C. United |                                                                                         |                                                                                         |
| 29 juillet 2017 | Ramirez 7e Danladi 40e Jeffrey 54e (csc) Ibarra 90+1e | (2 - 0) |             | TCF Bank Stadium, Minneapolis, Minnesota Spectateurs : 20 146 Arbitrage : Robert Sibiga | TCF Bank Stadium, Minneapolis, Minnesota Spectateurs : 20 146 Arbitrage : Robert Sibiga |
| 29 juillet 2017 | Rapport                                               |         |             | TCF Bank Stadium, Minneapolis, Minnesota Spectateurs : 20 146 Arbitrage : Robert Sibiga | TCF Bank Stadium, Minneapolis, Minnesota Spectateurs : 20 146 Arbitrage : Robert Sibiga |

| Match 23    | Minnesota United | 0 - 4   | Sounders de Seattle                 |                                                                                              |                                                                                              |
| 5 août 2017 |                  | (0 - 2) | 9e Bruin 18e 73e Dempsey 71e Morris | TCF Bank Stadium, Minneapolis, Minnesota Spectateurs : 22 649 Arbitrage : José Carlos Rivero | TCF Bank Stadium, Minneapolis, Minnesota Spectateurs : 22 649 Arbitrage : José Carlos Rivero |
| 5 août 2017 | Rapport          |         |                                     | TCF Bank Stadium, Minneapolis, Minnesota Spectateurs : 22 649 Arbitrage : José Carlos Rivero | TCF Bank Stadium, Minneapolis, Minnesota Spectateurs : 22 649 Arbitrage : José Carlos Rivero |

| Match 24     | Sounders de Seattle               | 2 - 1   | Minnesota United |                                                                                       |                                                                                       |
| 20 août 2017 | Marshall 31e Dempsey 90+4e (pen.) | (1 - 1) | 21e Finlay       | CenturyLink Field, Seattle, Washington Spectateurs : 40 312 Arbitrage : Ismail Elfath | CenturyLink Field, Seattle, Washington Spectateurs : 40 312 Arbitrage : Ismail Elfath |
| 20 août 2017 | Rapport                           |         |                  | CenturyLink Field, Seattle, Washington Spectateurs : 40 312 Arbitrage : Ismail Elfath | CenturyLink Field, Seattle, Washington Spectateurs : 40 312 Arbitrage : Ismail Elfath |

| Match 25     | Fire de Chicago | 1 - 2   | Minnesota United |                                                                                |                                                                                |
| 26 août 2017 | Accam 77e       | (0 - 2) | 36e 45e Danladi  | Toyota Park, Bridgeview, Illinois Spectateurs : 18 408 Arbitrage : Kevin Stott | Toyota Park, Bridgeview, Illinois Spectateurs : 18 408 Arbitrage : Kevin Stott |
| 26 août 2017 | Rapport         |         |                  | Toyota Park, Bridgeview, Illinois Spectateurs : 18 408 Arbitrage : Kevin Stott | Toyota Park, Bridgeview, Illinois Spectateurs : 18 408 Arbitrage : Kevin Stott |

| Match 26         | Minnesota United | 1 - 1   | Union de Philadelphie |                                                                                        |                                                                                        |
| 9 septembre 2017 | Finlay 40e       | (1 - 1) | 6e Sapong             | TCF Bank Stadium, Minneapolis, Minnesota Spectateurs : 22 148 Arbitrage : Sorin Stoica | TCF Bank Stadium, Minneapolis, Minnesota Spectateurs : 22 148 Arbitrage : Sorin Stoica |
| 9 septembre 2017 | Rapport          |         |                       | TCF Bank Stadium, Minneapolis, Minnesota Spectateurs : 22 148 Arbitrage : Sorin Stoica | TCF Bank Stadium, Minneapolis, Minnesota Spectateurs : 22 148 Arbitrage : Sorin Stoica |

| Match 27          | Whitecaps de Vancouver        | 3 - 0   | Minnesota United |                                                                                         |                                                                                         |
| 13 septembre 2017 | Reyna 5e Hurtado 31e Shea 88e | (2 - 0) |                  | BC Place, Vancouver, Colombie-Britannique Spectateurs : 17 368 Arbitrage : David Gantar | BC Place, Vancouver, Colombie-Britannique Spectateurs : 17 368 Arbitrage : David Gantar |
| 13 septembre 2017 | Rapport                       |         |                  | BC Place, Vancouver, Colombie-Britannique Spectateurs : 17 368 Arbitrage : David Gantar | BC Place, Vancouver, Colombie-Britannique Spectateurs : 17 368 Arbitrage : David Gantar |

| Match 28          | Impact de Montréal      | 2 - 3   | Minnesota United                          |                                                                           |                                                                           |
| 16 septembre 2017 | Bernier 9e Džemaili 55e | (1 - 1) | 20e (pen.) Molino 60e Ramirez 89e Danladi | Stade Saputo, Montréal, Québec Spectateurs : 20 801 Arbitrage : Ted Unkel | Stade Saputo, Montréal, Québec Spectateurs : 20 801 Arbitrage : Ted Unkel |
| 16 septembre 2017 | Rapport                 |         |                                           | Stade Saputo, Montréal, Québec Spectateurs : 20 801 Arbitrage : Ted Unkel | Stade Saputo, Montréal, Québec Spectateurs : 20 801 Arbitrage : Ted Unkel |

| Match 29          | Minnesota United                             | 4 - 1   | FC Dallas    |                                                                                          |                                                                                          |
| 23 septembre 2017 | Ramirez 24e Ibarra 35e Finlay 71e Molino 88e | (2 - 1) | 14e Akindele | TCF Bank Stadium, Minneapolis, Minnesota Spectateurs : 22 055 Arbitrage : Alex Chilowicz | TCF Bank Stadium, Minneapolis, Minnesota Spectateurs : 22 055 Arbitrage : Alex Chilowicz |
| 23 septembre 2017 | Rapport                                      |         |              | TCF Bank Stadium, Minneapolis, Minnesota Spectateurs : 22 055 Arbitrage : Alex Chilowicz | TCF Bank Stadium, Minneapolis, Minnesota Spectateurs : 22 055 Arbitrage : Alex Chilowicz |

| Match 30          | Dynamo de Houston   | 2 - 1   | Minnesota United |                                                                                     |                                                                                     |
| 30 septembre 2017 | Elis 69e Quioto 85e | (0 - 0) | 90+1e Nicholson  | BBVA Compass Stadium, Houston, Texas Spectateurs : 16 133 Arbitrage : Ismail Elfath | BBVA Compass Stadium, Houston, Texas Spectateurs : 16 133 Arbitrage : Ismail Elfath |
| 30 septembre 2017 | Rapport             |         |                  | BBVA Compass Stadium, Houston, Texas Spectateurs : 16 133 Arbitrage : Ismail Elfath | BBVA Compass Stadium, Houston, Texas Spectateurs : 16 133 Arbitrage : Ismail Elfath |

| Match 31       | Atlanta United           | 2 - 3   | Minnesota United                     |                                                                                             |                                                                                             |
| 3 octobre 2017 | Villalba 67e Gressel 72e | (0 - 0) | 48e Danladi 90e Ramirez 90+6e Molino | Mercedes-Benz Stadium, Atlanta, Géorgie Spectateurs : 43 185 Arbitrage : Armando Villarreal | Mercedes-Benz Stadium, Atlanta, Géorgie Spectateurs : 43 185 Arbitrage : Armando Villarreal |
| 3 octobre 2017 | Rapport                  |         |                                      | Mercedes-Benz Stadium, Atlanta, Géorgie Spectateurs : 43 185 Arbitrage : Armando Villarreal | Mercedes-Benz Stadium, Atlanta, Géorgie Spectateurs : 43 185 Arbitrage : Armando Villarreal |

| Match 32       | Minnesota United | 1 - 1   | Sporting Kansas City |                                                                                              |                                                                                              |
| 7 octobre 2017 | Kallman 84e      | (0 - 1) | 42e Rubio            | TCF Bank Stadium, Minneapolis, Minnesota Spectateurs : 23 060 Arbitrage : José Carlos Rivero | TCF Bank Stadium, Minneapolis, Minnesota Spectateurs : 23 060 Arbitrage : José Carlos Rivero |
| 7 octobre 2017 | Rapport          |         |                      | TCF Bank Stadium, Minneapolis, Minnesota Spectateurs : 23 060 Arbitrage : José Carlos Rivero | TCF Bank Stadium, Minneapolis, Minnesota Spectateurs : 23 060 Arbitrage : José Carlos Rivero |

| Match 34        | Earthquakes de San José                | 3 - 2   | Minnesota United       |                                                                                      |                                                                                      |
| 22 octobre 2017 | Hoesen 15e Wondolowski 55e Ureña 90+3e | (1 - 1) | 36e Thiesson 81e Calvo | Avaya Stadium, San José, Californie Spectateurs : 18 000 Arbitrage : Hilario Grajeda | Avaya Stadium, San José, Californie Spectateurs : 18 000 Arbitrage : Hilario Grajeda |
| 22 octobre 2017 | Rapport                                |         |                        | Avaya Stadium, San José, Californie Spectateurs : 18 000 Arbitrage : Hilario Grajeda | Avaya Stadium, San José, Californie Spectateurs : 18 000 Arbitrage : Hilario Grajeda |

#### Classement
| Rang | Équipe                  | Pts | J  | G  | N  | P  | Bp | Bc | Diff |
| ---- | ----------------------- | --- | -- | -- | -- | -- | -- | -- | ---- |
| 6    | Earthquakes de San José | 46  | 34 | 13 | 7  | 14 | 39 | 60 | -21  |
| 7    | FC Dallas               | 46  | 34 | 11 | 13 | 10 | 48 | 48 | 0    |
| 8    | Real Salt Lake          | 45  | 34 | 13 | 6  | 15 | 49 | 55 | -6   |
| 9    | Minnesota United        | 36  | 34 | 10 | 6  | 18 | 47 | 70 | -23  |
| 10   | Rapids du Colorado      | 33  | 34 | 9  | 6  | 19 | 31 | 51 | -20  |
| 11   | Galaxy de Los Angeles   | 32  | 34 | 8  | 8  | 18 | 45 | 67 | -22  |

### US Open Cup
| Quatrième tour         | Sporting Kansas City                       | 4 - 0   | Minnesota United |                                                                                         |                                                                                         |
| 14 juin 2017 19h30 HAC | Opara 43e Gerso 45+1e Dwyer 72e Sallói 83e | (2 - 0) |                  | Children's Mercy Park, Kansas City, Kansas Spectateurs : 15 260 Arbitrage : Juan Guzman | Children's Mercy Park, Kansas City, Kansas Spectateurs : 15 260 Arbitrage : Juan Guzman |
| 14 juin 2017 19h30 HAC | Rapport                                    |         |                  | Children's Mercy Park, Kansas City, Kansas Spectateurs : 15 260 Arbitrage : Juan Guzman | Children's Mercy Park, Kansas City, Kansas Spectateurs : 15 260 Arbitrage : Juan Guzman |

## Joueurs et encadrement technique

### Joueurs prêtés
| N° | Nat. | Nom              | Club en prêt              | Compétition          | Championnat | Championnat | Championnat    | Championnat | Championnat  | Coupes nationales | Coupes nationales | Coupes nationales | Coupes nationales | Coupes nationales | Total | Total       | Total          | Total  | Total        |
| N° | Nat. | Nom              | Club en prêt              | Compétition          | MJ          | But inscrit | Passe décisive | Averti      | Carton rouge | MJ                | But inscrit       | Passe décisive    | Averti            | Carton rouge      | MJ    | But inscrit | Passe décisive | Averti | Carton rouge |
| -- | ---- | ---------------- | ------------------------- | -------------------- | ----------- | ----------- | -------------- | ----------- | ------------ | ----------------- | ----------------- | ----------------- | ----------------- | ----------------- | ----- | ----------- | -------------- | ------ | ------------ |
| 12 |      | Joseph Greenspan | Riverhounds de Pittsburgh | United Soccer League | 10          | 0           | 1              | 2           | 0            | -                 | -                 | -                 | -                 | -                 | 10    | 0           | 1              | 2      | 0            |
| 20 |      | Rasmus Schüller  | HJK Helsinki              | Veikkausliiga        | 7           | 0           | 1              | 0           | 0            | 1                 | 0                 | 0                 | 0                 | 0                 | 8     | 0           | 1              | 0      | 0            |

### Joueurs étrangers
La ligue fournit huit places de joueurs étrangers à chaque équipe. Le 3 février 2017, le Minnesota United fait l’acquisition d’une neuvième place au Real Salt Lake, en retour d’un montant d’allocation générale de 50 000 $ et d'un choix du 3e tour de la MLS SuperDraft 2018. Le 14 février, une dixième place est acquise aux Whitecaps de Vancouver contre la première place du classement d'allocation. Minnesota United vend sa dixième place aux Rapids du Colorado le 31 mars contre Marc Burch.
| Place | Joueur          | Nationalité      |
| ----- | --------------- | ---------------- |
| 1     | Michael Boxall  | Nouvelle-Zélande |
| 2     | Francisco Calvo | Costa Rica       |
| 3     | Abu Danladi     | Ghana            |
| 4     | Vadim Demidov   | Norvège          |
| 5     | José Leitón     | Costa Rica       |
| 6     | Sam Nicholson   | Écosse           |
| 7     | Jérôme Thiesson | Suisse           |
| 8     | Johan Venegas   | Costa Rica       |
| 9     |                 |                  |

## Statistiques

### Statistiques collectives
| Compétition         | Débute au tour | Termine        | Matches joués | Gagnés | Nuls | Perdus | Buts pour | Buts contre | Différence |
| ------------------- | -------------- | -------------- | ------------- | ------ | ---- | ------ | --------- | ----------- | ---------- |
| Major League Soccer | —              | —              | 34            | 10     | 6    | 18     | 47        | 70          | -23        |
| US Open Cup         | Quatrième tour | Quatrième tour | 1             | 0      | 0    | 1      | 0         | 4           | -4         |
| Total               | —              | —              | 35            | 10     | 6    | 19     | 47        | 74          | -27        |

### Statistiques individuelles
| Numéro | Nat. | Nom          | Championnat | Championnat | Championnat    | Championnat | Championnat  | US Open Cup | US Open Cup | US Open Cup    | US Open Cup | US Open Cup  | Total | Total       | Total          | Total  | Total        |
| Numéro | Nat. | Nom          | MJ          | But inscrit | Passe décisive | Averti      | Carton rouge | MJ          | But inscrit | Passe décisive | Averti      | Carton rouge | MJ    | But inscrit | Passe décisive | Averti | Carton rouge |
| ------ | ---- | ------------ | ----------- | ----------- | -------------- | ----------- | ------------ | ----------- | ----------- | -------------- | ----------- | ------------ | ----- | ----------- | -------------- | ------ | ------------ |
| 1      |      | Alvbåge      | 3           | -10         | 0              | 0           | 0            | 0           | 0           | 0              | 0           | 0            | 3     | -10         | 0              | 0      | 0            |
| 2      |      | Davis        | 8           | 0           | 0              | 0           | 1            | 1           | 0           | 0              | 1           | 0            | 9     | 0           | 0              | 1      | 1            |
| 3      |      | Thiesson     | 33          | 2           | 3              | 6           | 0            | 1           | 0           | 0              | 0           | 0            | 34    | 2           | 3              | 6      | 0            |
| 4      |      | Taylor       | 14          | 0           | 0              | 1           | 0            | 0           | 0           | 0              | 0           | 0            | 14    | 0           | 0              | 1      | 0            |
| 5      |      | Calvo        | 27          | 2           | 1              | 5           | 0            | 0           | 0           | 0              | 0           | 0            | 27    | 2           | 1              | 5      | 0            |
| 6      |      | Demidov      | 3           | 0           | 0              | 0           | 0            | 0           | 0           | 0              | 0           | 0            | 3     | 0           | 0              | 0      | 0            |
| 7      |      | Ibson        | 31          | 0           | 6              | 6           | 0            | 1           | 0           | 0              | 0           | 0            | 32    | 0           | 6              | 6      | 0            |
| 8      |      | Saeid        | 3           | 0           | 0              | 0           | 0            | 0           | 0           | 0              | 0           | 0            | 3     | 0           | 0              | 0      | 0            |
| 8      |      | Burch        | 15          | 0           | 0              | 1           | 0            | 1           | 0           | 0              | 0           | 0            | 16    | 0           | 0              | 1      | 0            |
| 9      |      | Danladi      | 27          | 8           | 3              | 4           | 1            | 1           | 0           | 0              | 0           | 0            | 28    | 8           | 3              | 4      | 1            |
| 10     |      | Ibarra       | 29          | 3           | 4              | 2           | 0            | 0           | 0           | 0              | 0           | 0            | 29    | 3           | 4              | 2      | 0            |
| 11     |      | J. Venegas   | 22          | 2           | 5              | 4           | 0            | 0           | 0           | 0              | 0           | 0            | 22    | 2           | 5              | 4      | 0            |
| 12     |      | Greenspan    | 4           | 0           | 0              | 1           | 1            | 1           | 0           | 0              | 0           | 0            | 5     | 0           | 0              | 1      | 1            |
| 13     |      | Finlay       | 11          | 3           | 3              | 1           | 0            | 0           | 0           | 0              | 0           | 0            | 11    | 3           | 3              | 1      | 0            |
| 14     |      | Kallman      | 23          | 2           | 0              | 7           | 0            | 1           | 0           | 0              | 0           | 0            | 24    | 2           | 0              | 7      | 0            |
| 15     |      | Jome         | 12          | 0           | 0              | 3           | 0            | 1           | 0           | 0              | 0           | 0            | 13    | 0           | 0              | 3      | 0            |
| 16     |      | Kadrii       | 11          | 0           | 0              | 0           | 0            | 1           | 0           | 0              | 0           | 0            | 12    | 0           | 0              | 0      | 0            |
| 17     |      | Martin       | 11          | 0           | 1              | 4           | 0            | 1           | 0           | 0              | 0           | 0            | 12    | 0           | 1              | 4      | 0            |
| 18     |      | Molino       | 30          | 7           | 9              | 5           | 0            | 0           | 0           | 0              | 0           | 0            | 30    | 7           | 9              | 5      | 0            |
| 19     |      | Cronin       | 18          | 0           | 1              | 3           | 0            | 0           | 0           | 0              | 0           | 0            | 18    | 0           | 1              | 3      | 0            |
| 20     |      | Schüller     | 7           | 0           | 0              | 1           | 0            | 1           | 0           | 0              | 0           | 0            | 8     | 0           | 0              | 1      | 0            |
| 21     |      | Ramirez      | 30          | 14          | 3              | 1           | 0            | 0           | 0           | 0              | 0           | 0            | 30    | 14          | 3              | 1      | 0            |
| 22     |      | K. Venegas   | 6           | 0           | 0              | 0           | 0            | 1           | 0           | 0              | 0           | 0            | 7     | 0           | 0              | 0      | 0            |
| 23     |      | Añor         | 0           | 0           | 0              | 0           | 0            | 0           | 0           | 0              | 0           | 0            | 0     | 0           | 0              | 0      | 0            |
| 24     |      | McLain       | 0           | 0           | 0              | 0           | 0            | 1           | -4          | 0              | 0           | 0            | 1     | -4          | 0              | 0      | 0            |
| 25     |      | Boxall       | 12          | 0           | 0              | 2           | 0            | 0           | 0           | 0              | 0           | 0            | 12    | 0           | 0              | 2      | 0            |
| 26     |      | Warner       | 25          | 1           | 1              | 6           | 0            | 1           | 0           | 0              | 1           | 0            | 26    | 1           | 1              | 7      | 0            |
| 28     |      | Nicholson    | 12          | 1           | 1              | 0           | 0            | 0           | 0           | 0              | 0           | 0            | 12    | 1           | 1              | 0      | 0            |
| 30     |      | Allen        | 1           | 0           | 0              | 0           | 0            | 0           | 0           | 0              | 0           | 0            | 1     | 0           | 0              | 0      | 0            |
| 31     |      | de Villardi  | 0           | 0           | 0              | 0           | 0            | 0           | 0           | 0              | 0           | 0            | 0     | 0           | 0              | 0      | 0            |
| 32     |      | Kapp         | 0           | 0           | 0              | 0           | 0            | 0           | 0           | 0              | 0           | 0            | 0     | 0           | 0              | 0      | 0            |
| 33     |      | Shuttleworth | 33          | -60         | 0              | 4           | 0            | 0           | 0           | 0              | 0           | 0            | 33    | -60         | 0              | 4      | 0            |
| 45     |      | Gatt         | 0           | 0           | 0              | 0           | 0            | 0           | 0           | 0              | 0           | 0            | 0     | 0           | 0              | 0      | 0            |
| 77     |      | Leitón       | 1           | 0           | 0              | 0           | 0            | 0           | 0           | 0              | 0           | 0            | 1     | 0           | 0              | 0      | 0            |

## Affluence
Affluence du Minnesota United à domicile